# Schönenberg, Zürich
Schönenberg är en ort i kommunen Wädenswil i kantonen Zürich i Schweiz. Den ligger cirka 21,5 kilometer sydost om Zürich, vid floden Sihl. Orten har 1 905 invånare (2023).
Orten var före den 1 januari 2019 en egen kommun, men inkorporerades då tillsammans med Hütten i kommunen Wädenswil.